# Tatort: Die Spieler (2005)
Die Spieler ist ein Fernsehfilm aus der Krimireihe Tatort. Er  wurde am 9. Januar 2005 auf Das Erste zum ersten Mal ausgestrahlt. Es ist der sechste Fall des Konstanzer Ermittlerteams.
Der leidenschaftliche Zocker und Rechtsanwalt Dr. Sobeke treibt auch mit seinen Mitmenschen ein perfides Spiel.

## Handlung
Die Rückkehr der erfolgreichen Golfspieler am herrschaftlichen Anwesen wird nicht nur von der Haushälterin mit Argwohn betrachtet. Der Hausherr beteuert der Golfspielerin Elisabeth Sobeke beim Weg ins Haus seine Liebe und erntet eine Ohrfeige. Im Hintergrund maskiert sich ein Unbekannter und entsichert seine Waffe. Unterdessen spricht Elisabeth Sobeke dem Amtsnotar Kirchbaum auf die Mailbox bezüglich einer Testamentsänderung. Sie hört Geräusche in ihrem Haus und sieht ihren Mann das Haus verlassen. Der spielt beim Gerichtspräsidenten mit großer Intensität Backgammon.
An einem Wehr fällt eine weibliche Person ins Wasser. Charlotte Mayer verfolgt dies und wirft einen Rettungsring ins Wasser – leider vergeblich, die Leiche treibt weg. Rechtsanwalt Dr. Louis Sobeke gibt gegenüber Kriminalhauptkommissarin Klara Blum und ihrem Kollegen Kai Perlmann eine Vermisstenanzeige seiner Frau Elisabeth auf und weist auf ein angebliches Verhältnis zum Industriellen Volker Weyrauch hin. Anscheinend wollte sie die Beziehung beenden. Die Besichtigung ihres persönlichen Umfelds zeigt keine Auffälligkeiten.
Dann wird am Ufer des Bodensees eine blonde Frau gefunden, die vermutlich in eine Schiffsschraube geraten war. Volker Weyrauch, der Freund von Louis Sobeke und Golfpartner von Elisabeth, hatte am Sonntagabend einen Termin mit Steuerberater Bechtle. Er streitet das Verhältnis zu „Lissy“ ab und hat es eilig, zu einem Termin des Kunstvereins zu kommen, da eine Vernissage anstehe. Blum bestellt Weyrauch und Sobeke ins Atelier von Charlotte Mayer, die dort aneinandergeraten. Beide sollen im Anschluss in der Gerichtsmedizin die Tote identifizieren. Volker Weyrauch weigert sich und Dr. Louis Sobeke kann die Leiche nicht als seine Frau erkennen. Blum vermutet, dass einer von beiden mit seinem Sportboot mehrmals über das Opfer gefahren ist. Die Indizien weisen auf Weyrauchs Boot hin, allerdings wird sein Alibi von seinem Steuerberater bestätigt.
Charlotte Mayer beschreibt ihre Sicht des Geschehens, in dem ein Mann die Frau ins Wasser gedrückt habe. Ihre Bemühungen zur Rettung waren umsonst. Sie kann nicht bestätigen, dass es sich um Elisabeth Sobeke handelte, aber dass der Mann Dr. Sobeke war. Ihre Aussage wirkt sehr wankelmütig, das wird auch durch den Vor-Ort-Termin immer klarer. Plötzlich scheint die Haushälterin beim abendlichen Spaziergang Frau Sobeke erkannt zu haben, die kehrt allerdings nach Ansprache auf dem Absatz um. Die Fahndung bleibt erfolglos. Endlich liefert die DNA-Analyse die Bestätigung, dass es sich bei der Toten tatsächlich um Elisabeth Sobeke handelt.
Der Zocker Sobeke feiert mit Mayer, dass die Kommissarin ihm nichts nachweisen könne. Dann überwiegen wieder die Selbstzweifel – aber, das ist nur Teil seiner Schau. Er gibt seine Rechtsanwaltskanzlei auf und hat First-Class-Flüge für sich und Mayer nach New York gebucht, aber den Platz von Mayer nachträglich storniert. Die gibt ihr Verhältnis zu Sobeke gegenüber der Polizei zu. Nur ein simpler Trick kann Sobeke zum Geständnis bewegen.

## Rezeption

### Einschaltquoten
Bei ihrer Erstausstrahlung wurde diese Tatort-Folge von 7,33 Mio. Zuschauern verfolgt, was einem Marktanteil von 18,8 % entsprach.

### Kritik
TV Spielfilm ist sehr überzeugt vom Puzzlespiel mit einigen Untiefen. Fazit: „Die packende Story schlägt hübsche Volten“